# Fidan Gasimova

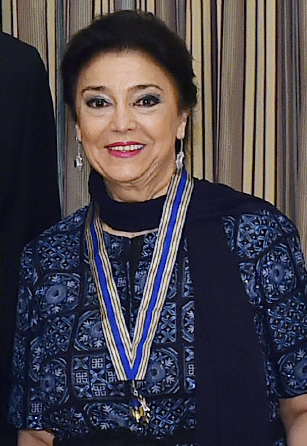
Fidan Gasimova mit Istiglal-Orden, 2017

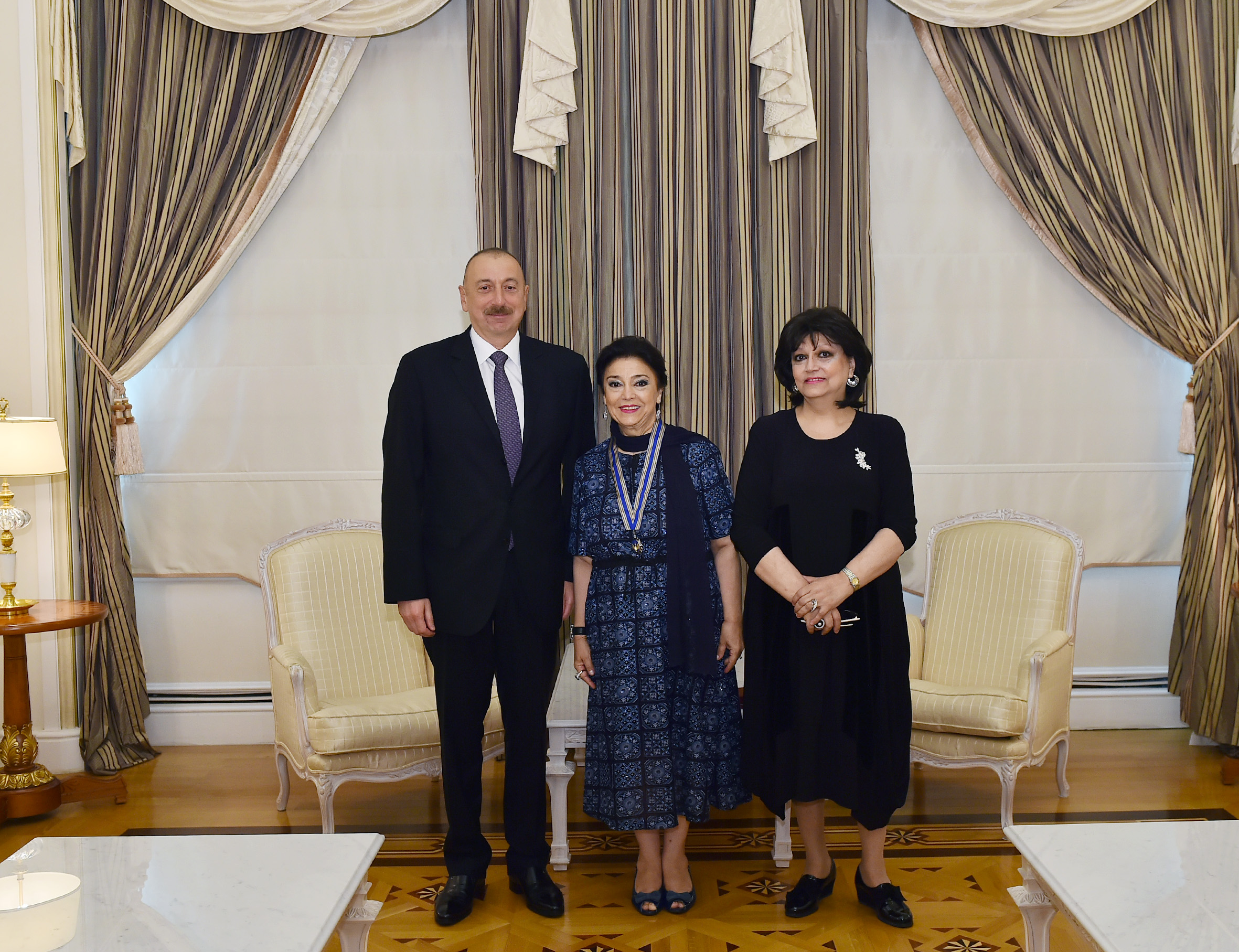
Erinnerungsfoto, nachdem İlham Əliyev Fidan Gasimova am 16. Juni 2017 den Istiglal-Orden überreicht hatte

 Fidan Gasimova (Aserbaidschanisch: Fidan Əkrəm Qizi Qasımova; * 17. Juni 1947 in Baku, Aserbaidschan) ist eine aserbaidschanische Opernsopranistin und Hochschullehrerin. Sie wurde 1988 als Volkskünstler der UdSSR ausgezeichnet.

## Leben und Werk
Gasimova ist die Tochter von Akram Gasimov und Tukezban Gasimova. Nach ihrem Studium bei dem aserbaidschanischen Opernsänger Bülbül besuchte sie 1966 das Aserbaidschanische Staatliche Konservatorium. Nach ihrem Abschluss mit den Schwerpunkten Violine und Gesang begann sie ein Studium am Moskauer Konservatorium und kehrte 1974 nach ihrem Abschluss nach Baku zurück. Sie wurde dort Solistin an dem nach Mirzə Fətəli Axundov benannten Aserbaidschanischen Staatlichen Akademischen Opern- und Balletttheater und unterrichtete am Aserbaidschanischen Staatlichen Konservatorium (heute Musikakademie Baku).
Seit 1993 leitete sie die Gesangsabteilung der Musikakademie Baku als Nachfolgerin von Kamal Kerimov. Neben ihrer Professur an der Musikakademie Baku unterrichtete sie von 1992 bis 1998 als Professorin am Istanbuler Konservatorium.
Gasimova hat viele Konzerte in den USA, Deutschland, Großbritannien, Schweden, Norwegen, Österreich, Mexiko, Frankreich, Dänemark, Kuba, in der Türkei und der Schweiz gegeben. Sie spielte im Bolschoi-Theater, Mariinski-Theater, in der Staatsoper Prag, in Toledo (Ohio), im Staatstheater Bukarest, im Gran Teatro de La Habana, im Parthenon in Athen, im Ankara Opera House, im Detroit Opera House und ist mit dem Staatlichen Kammerorchester "Виртуозы Москвы" und in Aserbaidschan aufgetreten.
Gasimovas jüngere Schwester Khuraman Qasimova ist ebenfalls eine bekannte Sängerin in Aserbaidschan und beide sind zusammen in Aserbaidschan und im Ausland aufgetreten.

## Auszeichnungen
- 1973: Internationaler Wettbewerb für junge Sänger in Genf, Schweiz, II. Preis
- 1977: Gian Battista Viotti Internationaler Musikwettbewerb, Vercelli, Italien, I-Preis
- 1977: V. Transkaukasischer Wettbewerb für Musikdarsteller in Tiflis, I-Preis
- 1977: VIII. Gesamtverbandswettbewerb der Sänger, benannt nach V.I. M. Glinka in Taschkent, III. Preis
- 1981: Internationaler Wettbewerb Maria Callas in Athen, Griechenland, I-Preis und Grand Prix
- 1982: VII. Internationaler Tschaikowski-Wettbewerb, Moskau, II. Preis
- 1978: Verdienter Künstler der Aserbaidschanischen SSR
- 1983: Volkskünstler der Aserbaidschanischen SSR
- 1988: Volkskünstler der UdSSR
- Lenin-Komsomol-Preis der Aserbaidschanischen SSR
- Staatspreis der Aserbaidschanischen SSR
- 1997: Şöhrət-Orden
- 2010: Şərəf-Orden, Aserbaidschan[3]
- 2017: İstiqlal-Orden, Aserbaidschan[4][5]
- 2015: Gasimova wurde mit einem Sonderdiplom ausgezeichnet, da sie als weltweit beliebteste Sängerin in die Enzyklopädie der britischen Cambridge University aufgenommen wurde. Gasimova ist bislang die einzige aserbaidschanische Sängerin, die mit dieser Auszeichnung geehrt wurde.[6]

## Filmografie (Auswahl)
- 1967: Torpaq. Dəniz. Od. Səma
- 1978: Üç eskiz
- 1981: Üzeyir ömrü
- 1996: Rəşid Behbudov 20 il əvvəl
- 2007:  Ürəkdən ürəyə
- 2007:  Maestro Niyazi